# Estonia Tallinn
Estonia Tallinn was een Estse voetbalclub uit de hoofdstad Tallinn.
De club promoveerde in 1932 naar de hoogste klasse en werd meteen vicekampioen achter Tallinn Sport. De volgende vijf seizoenen werd de club landskampioen. In 1937 was er geen landstitel omdat men toen overschakelde van lente-herfst naar herfst-lente. In 1943 werd de club voor de laatste keer kampioen. Na de Tweede Wereldoorlog werd Estland bij de Sovjet-Unie ingelijfd en de club verdween.

## Erelijst
- Landskampioen (6)

1934, 1935, 1936, 1938, 1939, 1943

## Bekende (oud-)spelers
- Eduard Ellman-Eelma
- Arnold Pihlak